# Kroetze
Kroetze ist ein Ortsteil der Gemeinde Wrestedt in der Samtgemeinde Aue im niedersächsischen Landkreis Uelzen. 

## Geografie und Verkehrsanbindung
Der Ort liegt östlich des Kernortes Wrestedt und südöstlich der Kreisstadt Uelzen. 
Am nördlichen Ortsrand fließt der Kroetzer Bach, der etwas weiter westlich in den Wellendorfer Graben mündet.
Nördlich von Kroetze liegt das 12 ha große Naturschutzgebiet Schwarzes Moor bei Gavendorf. 
Die B 71 verläuft nördlich und der Elbe-Seitenkanal westlich.